# Diadegma tripunctatum
Diadegma tripunctatum là một loài tò vò trong họ Ichneumonidae.